# Óskar Jakobsson
Óskar Jakobsson (ur. 29 stycznia 1955 w Reykjavíku) – islandzki lekkoatleta.

## Kariera
Na początku uprawiał piłkę ręczną, piłkę nożną i koszykówkę. Ostatecznie zdecydował się jednak na lekkoatletykę. Początkowo był biegaczem, ale później wybrał konkurencje rzutowe.
W 1971, jako piętnastolatek, wygrał mistrzostwa kraju w pchnięciu kulą z wynikiem 16,43 m, rzucie oszczepem z wynikiem 48,18 m i rzucie dyskiem z wynikiem 56,80 m (rekord kraju; poprzedni wynosił od 1939 56,66 m).
W 1976 wziął udział w igrzyskach olimpijskich, na których wystartował w rzucie oszczepem. Odpadł w kwalifikacjach zajmując 21. miejsce z wynikiem 72,78 m. Był chorążym islandzkiej kadry na tych igrzyskach.
W 1977 na mistrzostwach Islandii był 3. w pchnięciu kulą (17,56 m) i rzucie dyskiem (54,30 m). Wygrał też zawody w rzucie oszczepem (75,86 m). W tym samym roku pobił rekord kraju w rzucie oszczepem rzucając 76,32 m. Wynik ten do dziś jest trzecim wynikiem Islandii.
Ma też na koncie wiele innych występów w mistrzostwach kraju.
W 1980 ponownie wystąpił na igrzyskach olimpijskich. Wystartował w pchnięciu kulą i rzucie dyskiem. W rzucie dyskiem odpadł w kwalifikacjach nie uzyskując żadnej odległości. W pchnięciu kulą przeszedł kwalifikacje plasując się na 11. pozycji z wynikiem 19,66 m. W finale był 11. z wynikiem 19,07 m.
W 1982 został sportowcem roku na Islandii.
Planował wystąpić na igrzyskach w 1984, ale kontuzje mu to uniemożliwiły. Z tego powodu zakończył karierę, po czym wyjechał do Teksasu, gdzie mieszka do dziś.

## Rekordy życiowe
- pchnięcie kulą – 20,61 ( Provo, 5 czerwca 1982)
- rzut dyskiem – 63,24 ( Reykjavík, 28 czerwca 1980)
- rzut oszczepem – 76,32 ( Sotkamo, 24 lipca 1977)